# Fotografia i realitat
La fotografia i la realitat es troben relacionades, ja que des dels inicis durant el segle xx, la fotografia s'ha vist com una eina per tal d'evidenciar fets al total servei de la veritat. Exerceix, per tant, un paper molt important a escala social fonamentalment des de la seva incorporació a la premsa i diverses àrees a l'abast de la societat. Així doncs, s'ha considerat una arma de divulgació molt poderosa. Representant la memòria visual col·lectiva i una de les millors maneres de reflectir la realitat. Tanmateix, s'observa que és la captació d'un moment determinat i conté una persona (el fotògraf) que pren decisions d'acord amb les seves idees, la seva cultura i un equip (lents, càmera…). Això fa que aquesta imatge es trobi fortament condicionada i estigui oberta a diferents interpretacions que poden allunyar-se de la realitat objectiva.

## Factors pels quals una fotografia no pot ser considerada prova de veritat
Les fotografies depenen de les decisions que es prenguin a l'hora de realitzar-les, respecte a la posició, l'angle, el tipus d'òptica que s'utilitza... A més entra en joc el factor de l'espectador, ja que aquest pot no tenir suficient informació per contextualitzar-la i interpretar-la correctament. Cal mencionar que una sola imatge en la majoria dels casos no arriba a ser capaç de reproduir la realitat en total dimensió. Per tant, la fotografia exigeix una petita dosi de manipulació igual que la resta de les activitats dels éssers humans.
S'observa, doncs, que no pot reflectir la veritat íntegrament, ja que la realitat no pot ser reduïda a un sol producte. Encara que es pensi que una imatge és el millor mètode per reflectir un fet objectiu, com tot llenguatge, selecciona un aspecte concret de la realitat i el mostra aïllat, deixant fora de l'enquadrament infinitat d'informació valuosa per entendre el que representa. Així doncs, a partir de totes les petites intervencions que cal dur a terme a l'hora de realitzar una presa fotogràfica s'altera la realitat. Es realitzen petites intervencions que en conjunt representen una gran manipulació.
La fotografia suposa a grans trets, triar el fotografiat, enquadrar (mostrar només una part de realitat), enfocar (donar importància a un subjecte i restar-se-la a la resta), seleccionar el moment de realitzar-la, entre altres factors.
Les imatges o fotografies, també poden dependre de diversos interessos, entre els quals s'observa el de les vendes que aquestes puguin crear, el de la repercussió mediàtica, el de captar l'atenció per part d'un públic determinat, el de manipular l'opinió pública o fins i tot els diversos interessos polítics que aquestes puguin produir. Per tant, el fotògraf es pot veure influenciat i és lliure de mostrar allò que més li interessi, ocultant al públic certa informació.

## Propòsit de la fotografia més enllà de retratar la realitat
La fotografia es considera un art que busca dir i retratar la veritat. Però com ja s'ha esmentat anteriorment aquesta és una manipulació de la realitat en molts aspectes. La frase de Picasso representa una breu síntesi del que es vol transmetre en aquest apartat: «L'art és una mentida que ens permet dir la veritat». És per això mateix que un dels grans propòsits de la fotografia és deixar una empremta significativa i una aportació a la societat d'allò que es considera idoni mostrar i deixar plasmat. És considerada, doncs, una eina que ajuda a definir la societat actual, vista com una extensió pel que fa a la mirada i la capacitat de pensar i reflexionar dels éssers humans.

## Relació entre la veritat, la societat, la fotografia i la comunicació audiovisual
És imprescindible que una societat cada vegada més encaminada a la tecnologia i els mitjans audiovisuals, tingui coneixements de fotografia i cultura audiovisual. Actualment, les persones haurien de tenir certs coneixements bàsics de llenguatge i tècnica visual, això és degut al fet que sense aquests les persones que viuen eminentment entre imatges es troben en mans de ser fàcilment manipulades. També cal entendre el que comporta la realització d'una fotografia, tenint consciència dels significats que aquesta pot aportar i les diferents conseqüències que pot produir en general per tal d'entendre la realitat mostrada.
La societat, per tant, ha d'evitar judicis ràpids en observar una fotografia o una imatge determinada, ja que aquesta mostra un fragment molt limitat de la realitat i no és capaç de mostrar amb plenitud les raons i les causes d'un comportament determinat.

## La veritat i les fotografies a les xarxes socials
Totes les persones que es troben actives a les diferents xarxes socials es veuen amb llibertat de publicar qualsevol cosa, fent així que la veritat sigui utilitzada en valor propi. Tot això fa que les xarxes socials representin un espai on cal qüestionar la veritat d'allò que s'observa, ja que el que s'hi troba és el resultat del qual una persona vol mostrar, sense cap mena de filtre i de manera perjudicial en moltes ocasions.